# Meishan (Changxing)
Meishan (chinesisch 煤山镇) ist eine Großgemeinde im Kreis Changxing in der chinesischen Provinz Zhejiang. Die Fläche beträgt 206,5 Quadratkilometer und die Einwohnerzahl 43.410 (Stand: Zensus 2020).
Die Referenzprofile (GSSP) für das Changhsingium (Changxingium) und Indusium an der Perm-Trias-Grenze liegen im Meishan Profil D (Meishan Section D).
Der Ort Liegt an der Changxing-Niutoushan-Bahnstrecke (Chang-Niu tielu 长牛铁路).